# Częstość plazmowa
Częstość plazmowa – częstość własna oscylacji położenia swobodnych elektronów (w znaczeniu – mogących swobodnie przepływać). Jest to istotny parametr, który opisuje właściwości elektryczne plazmy, choć może dotyczyć również elektronów walencyjnych wewnątrz metalu.
Wyraża się następującym wzorem:
{\displaystyle \omega _{0}=e{\sqrt {\frac {n_{e}}{\varepsilon _{0}m_{e}}}},}
gdzie:
{\displaystyle e} – ładunek elementarny,
{\displaystyle n_{e}} – koncentracja elektronów,
{\displaystyle m_{e}} – masa elektronu,
{\displaystyle \varepsilon _{0}} – przenikalność elektryczna próżni.
W przypadku metali, z uwagi na oddziaływanie jonów sieci metalu, zamiast masy elektronu występuje masa zredukowana.
Częstość plazmowa ośrodka określa jego przezroczystość dla promieniowania elektromagnetycznego. Gdy częstość fali elektromagnetycznej jest mniejsza od częstotliwości plazmowej, wówczas względna przenikalność elektryczna ośrodka staje się ujemna – fala nie może się w nim rozchodzić i zostaje całkowicie odbita, zgodnie ze wzorem
{\displaystyle \kappa =1-{\frac {\omega _{0}^{2}}{\omega ^{2}}},}
gdzie {\displaystyle \omega } – częstość fali elektromagnetycznej.
Dla fal elektromagnetycznych o większej częstości ośrodek może stać się przezroczysty.